# اچ‌ام‌اس شفیلد (سی۲۴)
اچ‌ام‌اس شفیلد (سی۲۴) (به انگلیسی: HMS Sheffield (C24)) یک کشتی بود که طول آن ۵۵۸ فوت (۱۷۰ متر) بود. این کشتی در سال ۱۹۳۶ ساخته شد.